# Ourouër
Ourouër – miejscowość i dawna gmina we Francji, w regionie Burgundia-Franche-Comté, w departamencie Nièvre. W 2013 roku populacja gminy wynosiła 347 mieszkańców. 
W dniu 1 stycznia 2017 roku z połączenia dwóch ówczesnych gmin – Balleray oraz Ourouër – utworzono nową gminę Vaux-d’Amognes. Siedzibą gminy została miejscowość Ourouër. 